# Codonorchis octaedrus
Codonorchis octaedrus är en nässeldjursart som beskrevs av Ernst Haeckel 1879. Codonorchis octaedrus ingår i släktet Codonorchis och familjen Pandeidae. Inga underarter finns listade i Catalogue of Life.